# 8544 Sigenori
8544 Sigenori è un asteroide della fascia principale. Scoperto nel 1993, presenta un'orbita caratterizzata da un semiasse maggiore pari a 2,3077509 UA e da un'eccentricità di 0,0862050, inclinata di 0,95314° rispetto all'eclittica.